# Emprunt lexical
Cette page contient des caractères spéciaux ou non latins. S’ils s’affichent mal (▯, ?, etc.), consultez la page d’aide Unicode.
 (septembre 2011).
Si vous disposez d'ouvrages ou d'articles de référence ou si vous connaissez des sites web de qualité traitant du thème abordé ici, merci de compléter l'article en donnant les références utiles à sa vérifiabilité et en les liant à la section « Notes et références ».
En linguistique, et plus particulièrement en étymologie, lexicologie et linguistique comparée, l’emprunt lexical est un type d’emprunt consistant, pour une langue, à adopter dans son lexique un terme d’une autre langue. L’emprunt peut être direct (une langue emprunte directement à une autre langue) ou indirect (une langue emprunte à une autre langue via une ou plusieurs langues vecteurs). L’emprunt fait partie des moyens dont disposent les locuteurs pour accroître leur lexique, au même titre que le néologisme, la catachrèse ou la dérivation (voir lexicalisation pour d’autres détails). Par métonymie, on parle également d’emprunt pour désigner les mots empruntés eux-mêmes, dans la langue d’arrivée.

## Description
Les emprunts sont le plus souvent des noms, des verbes, des adjectifs : c’est-à-dire qu’ils appartiennent aux classes lexicales dont le vocabulaire peut être étendu, dites « ouvertes ». Les classes fermées (pronoms, conjonctions, etc.) ne reçoivent, par définition, que rarement des ajouts. Cela peut arriver cependant, notamment quand la langue donneuse est une langue de prestige[réf. nécessaire]. Le latin de Gaule a ainsi reçu plusieurs mots-outils des langues germaniques après les grandes invasions. De plus, la classe de l’emprunt ne correspond pas nécessairement à celle du mot d’origine, et il arrive qu’une langue emprunte un mot appartenant, dans la langue d’origine, à une classe fermée pour en faire un mot d’une classe ouverte – par exemple, en français, quidam est un nom, emprunté au latin, où c’est un pronom[réf. nécessaire].
Il faut aussi signaler le cas des calques, qui ne sont pas des emprunts de lemmes mais de sens seuls, lesquels sont traduits à la lettre dans la langue d’arrivée. Ainsi, le superman anglais et le surhomme français sont des calques de l’allemand Übermensch. Dans les deux cas, il s’agit d’une traduction littérale, über signifiant « sur » et Mensch « humain ».

## Raisons de l’emprunt
Plusieurs raisons expliquent l’emprunt lexical. Elles ne s’excluent bien sûr pas les unes les autres.
Tout d’abord, un signifiant pour un signifié nouvellement apparu peut manquer dans la langue empruntant le mot. Ainsi, quand de nouveaux animaux ou des plantes alors inconnues ont été découverts, leur nom a souvent été directement emprunté aux langues des pays qui les abritaient : 
- avocat nous vient du nahuatl auacatl, via le castillan abogado, « avocat (auxiliaire de justice) » et aguacate, « avocat (fruit de l’avocatier) » (les deux mots s’étant croisés), les premiers exportateurs d’avocats en relation avec les Aztèques ayant été les Espagnols ;
- puma, d’une manière similaire, remonte au quechua, via le castillan (pour les mêmes raisons) ;
- café remonte à l’arabe قَهْوَة qahwaʰ, transmis au turc sous la forme qahve et passé en français par l’italien.

En cas d’interférence linguistique, l’emprunt devient très fréquent. Ainsi, le mot wassingue (serpillière) utilisé dans le français du Nord de la France est un emprunt au flamand occidental wassching, ces régions françaises étant en contact adstratique avec des pays parlant cette langue. De même, le superstrat francique a fourni un grand nombre de mots au français, parmi lesquels, par exemple, guerre, heaume ou framboise. Il n’y a pas là toujours de nécessité réelle à emprunter un terme étranger (serpillière et wassingue, par exemple) : les peuples en contact, cependant, ne s’échangent pas seulement des biens ou des idées. Des mots étrangers sont reproduits parce qu’ils peuvent être entendus plus souvent que les mots vernaculaires.
D’autre part, la langue d’un pays dominant, culturellement, économiquement ou politiquement, à une époque donnée devient très fréquemment donneuse de mots : c’est le cas du français dont le vocabulaire militaire (batterie, brigade...)[réf. nécessaire] et la plupart des noms de grade se retrouvent dans toutes les armées européennes depuis l’époque où la France était considérée comme un modèle d’organisation militaire ; c’est aussi celui de l’italien dans le domaine de la musique, qui a transmis des termes comme piano ou adagio. L’anglais, actuellement, fournit, du fait de son importance dans ce domaine, nombre de mots concernant le vocabulaire de l’informatique, comme bug ou bit, lesquels n’ont pas d’équivalent français préexistant ; cette langue alimente aussi le vocabulaire de la gestion d’entreprise (manager, staff, marketing, budget, etc.). L'emprunt – par un effet de mode – se généralise parfois à outrance, le mot emprunté n'étant parfois qu’un synonyme, voire moins approprié que l'équivalent préexistant. Par exemple, utiliser poster au lieu de publier dans les forums de discussion passe souvent pour un anglicisme. En effet, le verbe poster n’a pas, en français, la même acception que le verbe to post en anglais (ce sont des faux-amis), et le verbe publier convient très bien.
L’emprunt peut aussi faire partie d’un phénomène de mode plus général. Il n’est qu’une des manifestations de la volonté d’imiter une culture alors sentie comme plus prestigieuse. De tels emprunts à l'anglais sont généralement sentis, en France et plus encore au Québec de manière normative, comme des fautes de goût ou une faiblesse d’expression. Le linguiste Claude Hagège estime que l'usage de termes anglais ne relève pas d'une recherche pour enrichir le vocabulaire des langues européennes ou asiatiques par l'accueil de mots aux nuances plus fines ou aux contenus plus neufs, mais qu'il s'agit simplement de paraître « moderne ». Il qualifie ce comportement de snobisme. À l'inverse, l'anglais soutenu est émaillé d'emprunts au français, tels rendez-vous ou déjà-vu. Néanmoins, la plupart des emprunts redondants – dus à des effets de mode – ne se lexicalisent pas.

## Mots étrangers plus ou moins bien adaptés
Les mots d’emprunt, bien que normalement moins nombreux que les mots hérités de la langue-mère (sauf, naturellement, dans les créoles), sont extrêmement courants dans le vocabulaire des langues : c’est en effet un processus inconscient et un facteur constitutif de la vie des langues. Mais l'intégrité d'une langue n'est assurée que dans la mesure où les emprunts ne dépassent pas un seuil de tolérance, que le linguiste Claude Hagège évalue à 15 % du lexique. C'est la raison pour laquelle des entités normatives, comme l’Académie française ou la Délégation générale à la langue française pour le français de France, et l'Office québécois de la langue française pour le français du Canada, peuvent vouloir contenir le processus d'emprunt dans des limites raisonnables.
Avec le temps, des mots empruntés peuvent s’être lexicalisés et ne plus être sentis comme des emprunts. Par exemple, le mot redingote est bien un emprunt à l’anglais riding-coat (« manteau pour aller à cheval »). Sa lexicalisation s’explique par son ancienneté en français (il est attesté depuis le XVIIIe siècle) et apparaît par son adaptation à l’orthographe et au système phonologique du français. Nombre de mots sont d’anciens emprunts que seuls les spécialistes d’étymologie peuvent identifier comme tel.
Autre exemple : en anglais « an apron » (un tablier) est une adaptation phono-morphologique du français « un napperon » (petite nappe), l'emprunt n'est a priori reconnaissable ni par sa forme, ni par sa prononciation, ni par son sens, bien que tous trois soient essentiels dans la formation du nouveau lemme en anglais.
À titre indicatif, il est question des réalités de l’emprunt en français (chiffres cités par Henriette Walter dans L’aventure des mots français venus d’ailleurs) :
- sur 60 000 mots d’un dictionnaire de français usuel, 8 600 sont d’origine étrangère (14,3 %) ;
- si seuls les 35 000 mots d’un dictionnaire de français courant ne sont que gardés, ce chiffre est ramené à 4 192 (12 %) ;
- les langues d’origine de ces 4 192 emprunts sont les suivantes[4] :

| Langue                     | Nombre de mots | Pourcentage |
| -------------------------- | -------------- | ----------- |
| Anglais                    | 1053           | 25,0 %      |
| Italien                    | 698            | 16,6 %      |
| Germanique ancien          | 544            | 13,0 %      |
| Dialectes gallo-romans     | 481            | 11,5 %      |
| Arabe                      | 214            | 5,1 %       |
| Langues celtiques          | 158            | 3,8 %       |
| Espagnol                   | 157            | 3,7 %       |
| Néerlandais                | 151            | 3,6 %       |
| Allemand                   | 147            | 3,5 %       |
| Persan et sanskrit         | 109            | 2,6 %       |
| Langues amérindiennes      | 99             | 2,4 %       |
| Langues d'Asie             | 86             | 2,0 %       |
| Langues chamito-sémitiques | 56             | 1,3 %       |
| Langues slaves             | 53             | 1,2 %       |
| Autres langues             | 186            | 4,5 %       |

Il est évident que le locuteur moyen n’a pas conscience d’utiliser si souvent des mots étrangers : tous ne lui apparaissent pas comme tels car certains, anciens dans la langue, ont été adaptés. Ceux qui, en revanche, continuent de sembler étrangers sont les mots que la langue n’a pas complètement assimilés, soit que leur prononciation reste trop éloignée des habitudes graphiques, soit parce qu’ils restent d’un usage trop rare ou limité. Enfin, quand il existe un synonyme vernaculaire d’un emprunt étranger, il est possible que les deux cohabitent jusqu’à ce que l’un disparaisse ou que l’un des deux change de sens, de manière à éviter la redondance.
L’expression populaire : « maintenant, ce mot est dans le dictionnaire » montre bien que les locuteurs, pendant un temps, ont l’intuition que tel mot n’est pas légitime (il « sonne » encore « étranger ») et qu’il faut une autorité extérieure pour en déclarer le caractère français. En fait, le processus est inverse : les dictionnaires ne font que sanctionner l’usage (quelle que soit la définition donnée à ce terme) et le représenter. Qu’un mot étranger entre dans le dictionnaire ne signifie pas qu’il a été accepté par une minorité compétente de grammairiens qui auraient le pouvoir de statuer sur la langue (ce qui est une image d’Épinal : la langue appartient aux locuteurs et aucun décret officiel ne peut les contraindre à changer leurs usages du tout au tout) mais qu’il est devenu suffisamment courant pour qu’un dictionnaire le signale.
| Langue | Langue   | Langue   | Nom de l'emprunt |
| ------ | -------- | -------- | ---------------- |
| (en)   | anglais  | anglais  | anglicisme       |
| (fr)   | français | français | gallicisme       |
| (la)   | latin    | latin    | latinisme        |
| (el)   | grec     | grec     | hellénisme       |
| (de)   | allemand | allemand | germanisme       |
| (es)   | espagnol | espagnol | hispanisme       |
| (it)   | italien  | italien  | italianisme      |

Certains États peuvent mettre en place des dispositifs législatifs pour limiter le nombre d'emprunts aux langues étrangères. C'est le cas de la France, qui a adopté la loi Toubon et le décret du 3 juillet 1996 relatif à l'enrichissement de la langue française, afin de créer des néologismes en remplacement des mots étrangers (par exemple courriel pour e-mail). À noter que les « québécismes », « belgicismes » et « helvétismes » désignent des usages linguistiques propres au français du Québec, de Belgique et de Suisse. De même, dans les pays francophones, notamment au Québec, il est question d'hexagonismes ou de francismes.

## Mots adaptés

### Adaptations phonologiques
En passant d’une langue à une autre, les mots sont susceptibles d’être adaptés phonétiquement, d’autant plus quand ces mots sont empruntés indirectement. En effet, les systèmes phonologiques des différentes langues ne coïncident que très rarement. Or, l’import de nouveaux phonèmes est un phénomène rare et, au moins, très lent. Par exemple, le mot arabe cité plus haut, قَهْوَة qahwaʰ, ne se prononce pas ainsi en français, langue qui ne connaît ni le [q] ni le [h]. Les francophones, empruntant le mot, ont transformé le [q] en [k], qui lui est relativement proche pour une oreille non entraînée ([q] pouvant passer pour un allophone de /k/ en français, mais pas en arabe). Quant au [h], il est tombé car aucun phonème proche n’existe en français. De même, dans un mot anglais comme bug [bɐg], le son [ɐ], absent du français, sera le plus souvent adapté en [œ], le mot étant alors prononcé [bœg]. 
Les adaptations phonétiques peuvent rendre le mot emprunté méconnaissable quand les deux systèmes phonologiques impliqués sont très différents. Le japonais, par exemple, emprunte énormément à l’anglais. Or, la structure syllabique du japonais exige des syllabes ouvertes (se terminant par une voyelle ; une nasale est cependant aussi possible) : c’est pour cette raison que, si sofā reste reconnaissable (sofa), sābisu (service) l’est déjà moins. Pire encore, il faut bien connaître la phonologie japonaise pour reconnaître derrière miruku le mot anglais milk (le japonais n’ayant pas de phonème /l/, il le remplace par un /r/ qui, dans cette langue, peut être considéré comme un allophone). Il existe également le cas des emprunts au sanskrit faits en chinois et en japonais. Ces emprunts, motivés par le fait qu’il n’existait pas de termes préexistant pour désigner des réalités propres au bouddhisme, par exemple, ont dû subir des adaptations importantes pour être lexicalisés : le mot bodhisattva devient en japonais bosatsu et en chinois púsà [pʰusa] (écrit 菩薩 dans les deux langues).
D’une manière générale, avant qu’un mot emprunté ne soit complètement lexicalisé, il existe souvent des locuteurs pour savoir le prononcer d’une manière plus ou moins « correcte », c’est-à-dire plus ou moins proche de sa prononciation originelle. Il existe donc un flottement : le mot français sweat-shirt est prononcé le plus souvent [switʃœʁt] mais [swɛtʃœʁt] par les locuteurs connaissant l’anglais. 
Enfin, il faut tenir compte de la graphie du mot : si, en s’adaptant, un mot garde sa graphie originale (comme sweat), il est évident que les locuteurs risquent de le prononcer en suivant les règles de lecture propres à leur langue ou celles supposées des mots étrangers. Si, en français, il est plus souvent entendu [swit], c’est bien parce que le digramme ea ne renvoie à aucune règle de lecture précise dans cette langue (sauf après un g). Or, pour un locuteur lambda, ea, comme ee, est décodé [i] (par contamination avec des mots passés en français ou connus par ailleurs, comme beach-(volley), beatnik ou encore teasing).

### Adaptations grammaticales
D’autre part, en passant d’une langue à l’autre, un mot étranger n’est plus morphologiquement analysable. Par exemple, le singulier taliban est en fait un pluriel persan d'un mot arabe, celui de طَالِب ṭālib. Ce qui peut prouver que la lexicalisation fonctionne et que le mot adopté respecte les règles grammaticales de la langue empruntant : ainsi, taliban, qui est censé être un pluriel en arabe, s’écrit talibans au pluriel français. De même, touareg est le pluriel de targui. Pourtant, dire un targui / des touareg passe, au mieux, pour une bonne connaissance de la langue arabe, au détriment de la grammaire française, au pire pour du pédantisme ; un touareg / des touaregs est bien plus courant, d’autant plus quand on[Qui ?] sait que d’autres mots, plus anciens, ont subi un traitement analogue : chérubin est un pluriel en hébreu (en fait, le pluriel de ce mot se termine par -im) mais il n’existe pas de singulier *chérub en français (au contraire de l’allemand ou de l’anglais). Or, si certains clament qu’il faut dire un targui / des touareg, aucun ne veut imposer un chérub / des chérubin. L’adaptation grammaticale fait qu’un mot emprunté devient souvent immotivé, inanalysable. De fait, il sera parfois adapté dans la langue receveuse à partir d’une forme fléchie ou grammaticalement marquée pour donner naissance à un nouveau terme non marqué.
D’une manière similaire, le castillan d’Amérique du Sud, en situation adstratique avec l’anglais, n’hésite pas à adapter ses emprunts : to rent (« louer ») devient naturellement rentar, to check (« vérifier ») donne chequear au Mexique. De sorte, les termes empruntés peuvent être facilement fléchis. La prédominance de certains types plus réguliers de flexions dans l’adaptation de termes étrangers est d'ailleurs remarquée. Par exemple, la quasi-totalité des verbes importés en français le sont en suivant le premier groupe (verbes en -er à l’infinitif), le plus facile à conjuguer : kidnapper ou rapper en sont des exemples (et c’est d’ailleurs le même principe pour le rentar castillan).
Comme précédemment expliqué avec l’adaptation phonologique, les emprunts qui ne sont pas encore parfaitement lexicalisés vont entraîner des dédoublements : tel mot étranger va pouvoir être fléchi dans le respect de sa langue de départ (s’il l’était) ou bien dans celle d’arrivée. Des listes de pluriels irréguliers dans de nombreuses langues d’Europe (il suffit de lire celle, impressionnante, proposée par l’article de la Wikipédia anglophone consacrée au pluriel anglais) peuvent être aperçues. Encore une fois, si respecter la pluralisation de départ est la marque d’une certaine culture linguistique, c’est aussi une atteinte à la cohérence de sa langue. Les débats sont très houleux, pour le français, entre les tenants des pluriels étrangers ou francisés. La petite liste suivante montrera que la volonté de garder la pluralisation étrangère est souvent une mauvaise idée : 
- pluralisation italienne : scenario / scenari, spaghetto / spaghetti ou graffito / graffiti, etc., au lieu de la pluralisation française : scénario / scénarios, spaghetti / spaghettis ou graffiti / graffitis, etc. ;
- pluralisation latine : maximum / maxima, papyrus / papyri, forum / fora, etc., au lieu de maximum / maximums, papyrus / papyrus, forum / forums, etc. ;
- pluralisation grecque : topos / topoï, kouros / kouroï, korê / koraï, etc., au lieu de topos / topos, kouros / kouros, korê / korês, etc.

La liste pourrait être allongée à l’envi car ces pluriels « irréguliers » ne sont pas les seuls, loin de là. Il est pourtant aisé de plaider en faveur d’une francisation complète. En effet, par cohérence, il faudrait aussi considérer les pluralisations suivantes : 
- de l’italien : une pizza / des pizze (prononcé [ˈpɪt͡sɛ]), une chipolata / des chipolate (en réalité la graphie correcte en italien serait cipollata/cipollate), une diva / des dive, un raviolo / des ravioli ;
- du latin : un opus / des opéra, un géranium / des gérania, un abdomen / des abdomina ;
- du grec : un problème / des problémata, un côlon / des côla, un titan / des titanes, un narthex / des narthekes.

Garder la pluralisation étrangère ne se fait que dans les cas où les règles le permettant sont simples. Dès qu’elle demande une meilleure connaissance grammaticale de la langue concernée, elle est abandonnée. De plus, les termes absorbés par le français depuis longtemps sont tellement lexicalisés qu’ils n’apparaissent plus comme étrangers. Par cohérence, il faudrait aussi les fléchir comme ils l’étaient dans la langue de départ. Pire, que dire des termes empruntés à des langues comme le nahuatl ? Faut-il exiger que le pluriel de coyote soit cocoyoh ? De même pour les langues isolantes : un thé / des thé serait plus cohérent. 
Bref, la lexicalisation grammaticale permet d’éviter ces écueils et ces incohérences.

### Adaptations sémantiques
Après l'emprunt, les mots peuvent changer de sens, d’autant plus quand les langues sont génétiquement éloignées[réf. nécessaire]. Généralement, le sens dans la langue receveuse sera plus restreint que le sens dans la langue donneuse.
Si l’on reprend l’exemple du taliban français, il est constaté que le Petit Robert le définit comme un « membre d’un mouvement islamiste militaire afghan prétendant appliquer intégralement la loi coranique ». Or, en arabe, le terme renvoie simplement à l’idée d’« étudiant en théologie ». Le mot taliban a en effet été importé en français quand les événements en Afghanistan ont fait connaître ce mouvement islamiste composé d’extrémistes religieux. En arabe, le mot ne connote cependant pas de telles notions négatives et ne se limite pas à la désignation des seuls Afghans. 
Parfois, c’est parce que le mot emprunté a évolué dans la langue d’arrivée que le sens originel s’est perdu, exactement comme le font des mots hérités (ainsi, le terme hérité du latin rem, « quelque chose », donne en français rien). Par exemple, parmi de très nombreux exemples, le cas de truchement qui, initialement, signifiait bien « traducteur intermédiaire servant d’interprète entre deux personnes », sens qu’a bien le mot arabe à l’origine, soit تُرْجُمَان turǧumān. En évoluant en français, le terme en est venu, actuellement, à désigner principalement un intermédiaire, rarement humain, dans l’expression par le truchement de. 
D’autre part, beaucoup de faux-amis trouvent leur explication par un emprunt ayant subi une adaptation sémantique. Ainsi, le citronfromage danois n’est pas un fromage au citron mais une crème sucrée au citron. Le danois, en empruntant des termes français qui ne renvoient pas à des équivalents danois précis, a donné à fromage un sens qu’il n’a pas, sauf, peut-être, dans fromage blanc. D’une manière similaire, le journey anglais signifie « voyage ». Il vient bien du français journée. Il faut comprendre « un voyage durant une journée » pour saisir les raisons de l’adaptation. 
En conclusion, un mot emprunté arrive parfois vierge de ses connotations, voire de sa dénotation de départ : la langue qui emprunte, ne saisissant souvent qu’une partie du champ sémantique, elle lui garde (ou donne) un signifié parfois très éloigné, le spécialisant (taliban : étudiant en théologie → islamiste afghan) ou le réduisant à l’un des constituants de sa dénotation (truchement : traducteur intermédiaire → intermédiaire).
Aussi, les mots qu’une langue (A) emprunte à une autre (B) sont révélateurs des clichés que possèdent les locuteurs de A sur ceux de B : ainsi, ce sont principalement des termes liés aux relations amoureuses et à la mode que les Japonais ont emprunté aux francophones, lesquels, lorsqu’ils ont repris des mots issus de diverses langues en Afrique, ont surtout récupéré des termes dénotant la sauvagerie, le caractère primaire, la musique dans ce qu’elle a de rythmé et d’endiablant. C’est, du reste, le sujet d’un ouvrage consacré à cette question, Toutes les Suédoises s’appellent Ingrid, de Patrice Louis (Arléa, Paris, 2004).

### Adaptations graphiques
Il est ici question de cas dans lesquels un mot est emprunté à une langue utilisant la même écriture que celle de la langue qui emprunte : pour le passage d’un mot arabe au français, par exemple, entre seulement en ligne de compte la prononciation et non la graphie. En effet, ce sont les sons transcrits et non les graphèmes.
Deux grands types de langues se distinguent, lors de l’emprunt : 
- les langues qui, comme le français, gardent l’orthographe du mot étranger (exception faite des éventuels signes diacritiques n'existant pas en français) ;
- les langues qui adaptent la prononciation du mot à ses habitudes graphiques.

Le français appartient au premier type : les emprunts de football (de l’anglais) et de handball (de l’allemand) se sont faits dans le respect de la graphie originelle. Les locuteurs se doivent donc d’apprendre l’orthographe et la prononciation de ces mots, qui ne respectent pas les habitudes des autres mots. Ainsi, le premier sera dit /futbol/, le second /hãdbal/. L’anglais suit un même principe, allant même jusqu’à conserver les signes absents de son alphabet : il est fréquent que voilà ou déjà vu soient écrits avec leurs accents, alors que l’anglais ne les utilise normalement pas. Les langues de ce type sont généralement celles dotées d’une orthographe complexe car ancienne et peu réformée. L’adaptation graphique y est quasi nulle : la tâche d’apprentissage de l’orthographe est d’autant plus difficile. Plus préoccupant, des phénomènes de contamination apparaissent : de nombreux Français prononcent épizootie (normalement /epizooti/) « à l’anglaise » : /epizuti/[réf. nécessaire], habitués qu’ils sont à ce que le digramme d’origine anglaise oo soit rendu par /u/ alors que, dans ce mot, le radical zoo est emprunté au grec ancien ζῷον / zōion, « être vivant, animal », qui donne zoologique.
Dans le second type, le castillan et le turc peuvent compter. Dans la première langue, le mot football est rendu de manière transparente par fútbol, dans la seconde par futbol. Dans ce cas, l’adaptation graphique permet aux locuteurs de prononcer ou écrire directement le mot sans avoir à connaître des règles de prononciation (après adaptation phonétique) d’une autre langue.
Dans le cas de mots empruntés à une langue utilisant un autre système d'écriture, la translittération introduit une source supplémentaire d'adaptations et d'évolutions. Exemples :
- La graphie gh est la translittération conventionnelle du phonème [ʁ] (r grasseillé et non roulé, r parisien) à partir de l'arabe, mais les locuteurs français ne sont pas au courant de cette convention et prononcent /bagdad/ le nom de la ville de Baghdad, alors que /baʁdad/ serait à la fois plus adapté aux coutumes phonatoires du français et plus proche de la prononciation d'origine.
- La romanisation officielle du chinois n'est pas basée sur la prononciation des lettres dans une langue européenne particulière, et la prononciation « à la française » des mots translittérés peut être très éloignée de la prononciation chinoise. L'exemple le plus connu est le mot Beijing (en romanisation officielle), qui se prononce en chinois de manière assez proche de l'orthographe française Pékin.

## Réemprunts et croisements
Il est possible de conclure en signalant que le terme d'emprunt est mal choisi : une langue n’emprunte pas un mot étranger mais le prend. Il n’y a pas de restitution et la langue qui subit l’emprunt ne perd rien. Ses locuteurs n’ont même pas forcément conscience des emprunts en question. Pourtant, il existe des cas intéressants de réemprunt entre les langues. Sachant combien les emprunts font subir aux mots des modifications phonétiques et sémantiques importantes, ces cas méritent examen.
Un tel réemprunt (dit aussi prêté-rendu) peut être illustré avec le nom français budget [bydʒɛ], emprunté au XVIIIe siècle à l’anglais budget [ˈbʌdʒɪt], qui l’avait lui-même pris à l’ancien français bougette /budʒetə/, au sens de « petit sac de cuir » (diminutif de bouge), le nom record, emprunté à l’anglais à la fin du XIXe siècle, lequel l’avait pris au français recorder « se rappeler » au XIIIe siècle, ou encore le mot tunnel en français, emprunté à l’anglais au XVe siècle, laquelle langue l’avait elle-même emprunté à l’ancien français tonnelle « longue voûte en berceau » au Moyen Âge. Dans les deux premiers cas, il est notable que ni bougette ni recorder n’existent encore dans le lexique français actuel et que seuls les emprunts à l’anglais les y ont préservés de manière indirecte (d’autant plus indirecte que le record est un nom qui ne peut plus être rattaché à un verbe). 
Quant aux croisements, ce sont des emprunts dont l’étymologie est complexe parce qu’elle fait appel à plusieurs mots différents qui s’influencent les uns les autres, parfois par étymologie populaire. Par exemple, asticoter vient du moyen français dasticoter (aussi tasticoter « discuter, tergiverser » en lorrain ; testicoter en picard), emprunt à l’allemand Dass dich Gott... « Que Dieu te... », formule préparatoire à un juron. Au départ, le mot signifiait « parler allemand » puis « contester » et « jurer ». C’est par croisement avec d’asticot, juron de même origine obtenu par mécoupure, et astiquer que la forme sans consonne initiale peut être obtenue, asticoter, peut-être aussi par influence de estiquer, du néerlandais steken « piquer ».